# Louis-Marie Billé

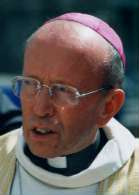
Erzbischof Billé

Kardinalswappen von Louis-Marie Billé

Louis-Marie Kardinal Billé  (* 18. Februar 1938 in Fleury-les-Aubrais, Département Loiret, Frankreich; † 12. März 2002 in Bordeaux) war Erzbischof von Lyon und Primas von Frankreich.

## Leben
Louis-Marie Billé studierte Katholische Theologie und Philosophie in Luçon, Angers, Rom und Jerusalem. Er spezialisierte sich in Biblischer Theologie und empfing am 25. März 1962 das Sakrament der Priesterweihe. Von 1966 bis 1972 arbeitete er als Dozent am Priesterseminar von Luçon, von 1972 bis 1977 versah er die gleiche Aufgabe am Seminar von La Roche-sur-Yon. Von 1977 bis 1980 war er verantwortlicher Seelsorger für die französische Laienbewegung und arbeitete darüber hinaus für den nationalen Priesterrat seines Heimatlandes.
In den Jahren 1980 bis 1984 versah Louis-Marie Billé das Amt des Bischofsvikars und Erzdiakons von Haut Bocage. Papst Johannes Paul II. ernannte ihn am 10. Mai 1984 zum Bischof von Laval. Die Bischofsweihe spendete ihm am 19. Mai 1984 der Bischof von Luçon Charles-Auguste-Marie Paty; Mitkonsekratoren waren sein Amtsvorgänger, Bischof Paul-Louis Carrière und der Weihbischof in Bordeaux, Jacques David.
1995 erfolgte durch Johannes Paul II. die Ernennung zum Erzbischof des Erzbistums von Aix, Arles und Embrun. Am 10. Juli 1998 wurde Louis-Marie Billé Erzbischof von Lyon und damit „Primas der Gallier“, ein Ehrentitel, der ihn als höchsten katholischen Würdenträger in Frankreich auszeichnete. Am 21. Februar 2001 nahm ihn Papst Johannes Paul II. als Kardinalpriester mit der Titelkirche San Pietro in Vincoli in das Kardinalskollegium auf. Noch im selben Jahr wurde ihm die Titelkirche Santissima Trinità al Monte Pincio übertragen.
Louis-Marie Kardinal Billé starb am 12. März 2002 an den Folgen einer Krebserkrankung in Bordeaux und wurde in der Kathedrale von Lyon bestattet.